# Gene de Paul
Gene de Paul, né le 17 juin 1919 à New York et mort le 27 février 1988 à Los Angeles, est un compositeur et arrangeur américain.

## Biographie
Gene de Paul débuta en tant que pianiste et arrangeur pour des groupes vocaux, il commença à composer en 1940. Ses chansons figurent dans de nombreux films hollywoodiens des années 1940 et 1950, notamment Hellzapoppin réalisé par Henry C. Potter en 1941, ainsi que les films musicaux Ainsi sont les femmes (A Date with Judy) réalisé par Richard Thorpe en 1948 et Les Sept Femmes de Barbe-Rousse (Seven Brides for Seven Brothers) réalisé par Stanley Donen en 1954. Il composa également des chansons pour les longs-métrages d’animation des studios Disney Le Crapaud et le Maître d’école (The Adventures of Ichabod and Mr. Toad) en 1949 et Alice au pays des merveilles (Alice in Wonderland) en 1951. Avec le parolier Johnny Mercer il composa les chansons de la comédie musicale Li’l Abner présentée à Broadway en 1956.
Parmi ses plus grands succès figurent When You’re In Love, You Can’t Run Away From It et Teach Me Tonight. Cette dernière, écrite avec le parolier Sammy Cahn, fut interprétée par The DeCastro Sisters et atteignit en 1954 la seconde place du classement des ventes établit par Billboard magazine. La chanson fut de nouveau classée dans le Billboard lorsqu’elle fut reprise par Jo Stafford, puis dans les années 1960 par l’acteur George Maharis. La chanson Pig Foot Pete tirée du film Hellzapoppin, composée par de Paul sur des paroles de Don Raye, fut nommée aux Oscars en 1942.
De Paul fit son entrée au Songwriters Hall of Fame en 1985, il mourut en 1988 et fut enterré au cimetière Forest Lawn Memorial Park de Los Angeles.